# ホアキン・バックリー
ホアキン・バックリー（Joaquin Buckley、1994年4月27日 - ）は、アメリカ合衆国の男性総合格闘家。ミズーリ州セントルイス出身。フィニーズMMA/ムルシエラゴMMA所属。UFC世界ウェルター級ランキング8位。

## 来歴
母子家庭に生まれ、小学六年生の時に母親が心臓病で亡くなり祖母に育てられる。高校でレスリングを始め、卒業後に総合格闘技を始めた。

### 総合格闘技
2014年、プロ総合格闘技デビュー。LFA、Bellator等の団体に参戦し、12戦10勝の戦績を収める。

### UFC
2020年8月8日、UFC初参戦となったUFC Fight Night: Lewis vs. Oleinikでケビン・ホランドと対戦し、右ストレートで3RTKO負け。
2020年10月11日、UFC Fight Night: Moraes vs. Sandhagenでインパ・カサンガナイと対戦。左ミドルキックをキャッチされた際に、カウンターの右スピニングバックキックで2RKO勝ち。パフォーマンス・オブ・ザ・ナイトを受賞した。また、バックリーはこのノックアウトで、同年のUFC ノックアウト・オブ・ザ・イヤーとUFC パフォーマンス・オブ・ザ・イヤーを同時受賞した。
2020年11月21日、UFC 255でジョーダン・ライトと対戦。1R終盤に右フックでダウンを奪うと、2R序盤に左フックでKO勝ち。2試合連続のパフォーマンス・オブ・ザ・ナイトを受賞した。
2021年1月16日、UFC on ABC: Holloway vs. Kattarでアレッシオ・ディ・キリコと対戦し、右ハイキックで1RKO負け。
2021年9月18日、UFC Fight Night: Smith vs. Spannでアントニオ・アロヨと対戦し、右フックでダウンを奪いパウンドで3RKO勝ち。パフォーマンス・オブ・ザ・ナイトを受賞した。
2022年6月18日、UFC on ESPN: Kattar vs. Emmettでアルベルト・デュラエフと対戦し、2R終了時にドクターストップでTKO勝ち。パフォーマンス・オブ・ザ・ナイトを受賞した。
2022年9月3日、UFC Fight Night: Gane vs. Tuivasaでミドル級ランキング12位のナッソーディン・イマボフと対戦し、0-3の判定負け。
2022年12月10日、UFC 282でミドル級ランキング15位のクリス・カーティスと対戦し、左ストレートでダウンを奪われパウンドで2RKO負け。
2023年5月20日、ウェルター級復帰戦となったUFC Fight Night: Dern vs. Hillでアンドレ・フィアリョと対戦し、左ハイキックで2RTKO勝ち。
2024年3月30日、UFC on ESPN: Blanchfield vs. Fiorotでウェルター級ランキング11位のビセンテ・ルケと対戦し、パウンドで2RTKO勝ち。
2024年10月5日、UFC 307でウェルター級ランキング9位のスティーブン・トンプソンと対戦し、右フックでダウンを奪いパウンドで3RKO勝ち。パフォーマンス・オブ・ザ・ナイトを受賞した。
2024年12月14日、UFC on ESPN: Covington vs. Buckleyでウェルター級ランキング6位の元UFC世界ウェルター級暫定王者コルビー・コヴィントンと対戦。スタンドで終始圧倒し、右の上瞼をカットしたコヴィントンにドクターストップがかかり3RTKO勝ち。ウェルター級復帰後6連勝となった。

## 人物・エピソード
- 2020年10月11日のUFC Fight Night: Moraes vs. Sandhagenでミドルキックをキャッチされてからのカウンターの右スピニングバックキックで対戦相手をノックアウトした映像が大きな反響を呼び、UFCの公式ツイッターでこのノックアウト映像が投稿されると、全てがこれまでの最高の数字となる、リツイート数（14万3000件）、いいね数（35万9000件）、再生回数（1280万回）を記録し、UFC公式インスタグラムでも1780万回以上再生された[9]。また、ラッパーのカニエ・ウェストが、新曲のリリースを宣伝するために、このノックアウト映像を使用した[10]。
- 2010年から交際している白人女性との間に一男一女をもうけている[11]。

## 戦績
| 総合格闘技 戦績 | 総合格闘技 戦績 | 総合格闘技 戦績 | 総合格闘技 戦績 | 総合格闘技 戦績 | 総合格闘技 戦績 | 総合格闘技 戦績 |
| --------------- | --------------- | --------------- | --------------- | --------------- | --------------- | --------------- |
| 28 試合         | (T)KO           | 一本            | 判定            | その他          | 引き分け        | 無効試合        |
| 21 勝           | 15              | 0               | 6               | 0               | 0               | 0               |
| 7 敗            | 4               | 0               | 3               | 0               | 0               | 0               |

| 勝敗 | 対戦相手                         | 試合結果                               | 大会名                                 | 開催年月日     |
| ×    | カマル・ウスマン                 | 5分5R終了 判定0-3                      | UFC on ESPN 69: Usman vs. Buckley      | 2025年6月14日  |
| ○    | コルビー・コヴィントン           | 3R 4:42 TKO（ドクターストップ）        | UFC on ESPN 63: Covington vs. Buckley  | 2024年12月14日 |
| ○    | スティーブン・トンプソン         | 3R 2:17 KO（右フック→パウンド）        | UFC 307: Pereira vs. Rountree          | 2024年10月5日  |
| ○    | ヌルスルトン・ルジボエフ         | 5分3R終了 判定3-0                      | UFC on ESPN 56: Lewis vs. Nascimento   | 2024年5月11日  |
| ○    | ビセンテ・ルケ                   | 2R 3:17 TKO（パウンド）                | UFC on ESPN 54: Blanchfield vs. Fiorot | 2024年3月30日  |
| ○    | アレックス・モロノ               | 5分3R終了 判定3-0                      | UFC Fight Night: Dawson vs. Green      | 2023年10月7日  |
| ○    | アンドレ・フィアリョ             | 2R 4:15 TKO（左ハイキック）            | UFC Fight Night: Dern vs. Hill         | 2023年5月20日  |
| ×    | クリス・カーティス               | 2R 2:49 KO（左ストレート→パウンド）    | UFC 282: Błachowicz vs. Ankalaev       | 2022年12月10日 |
| ×    | ナッソーディン・イマボフ         | 5分3R終了 判定0-3                      | UFC Fight Night: Gane vs. Tuivasa      | 2022年9月3日   |
| ○    | アルベルト・デュラエフ           | 2R 5:00 TKO（ドクターストップ）        | UFC on ESPN 37: Kattar vs. Emmett      | 2022年6月18日  |
| ○    | アブドゥル・ラザク・アルハッサン | 5分3R終了 判定2-1                      | UFC Fight Night: Walker vs. Hill       | 2022年2月19日  |
| ○    | アントニオ・アロヨ               | 3R 2:26 KO（右フック→パウンド）        | UFC Fight Night: Smith vs. Spann       | 2021年9月18日  |
| ×    | アレッシオ・ディ・キリコ         | 1R 2:12 KO（右ハイキック→パウンド）    | UFC on ABC 1: Holloway vs. Kattar      | 2021年1月16日  |
| ○    | ジョーダン・ライト               | 2R 0:18 KO（左フック）                 | UFC 255: Figueiredo vs. Perez          | 2020年11月21日 |
| ○    | インパ・カサンガナイ             | 2R 2:03 KO（右スピニングバックキック） | UFC Fight Night: Moraes vs. Sandhagen  | 2020年10月11日 |
| ×    | ケビン・ホランド                 | 3R 0:32 TKO（右ストレート）            | UFC Fight Night: Lewis vs. Oleinik     | 2020年8月8日   |
| ○    | ジャッキー・ゴッシュ             | 2R 1:47 TKO（スタンドパンチ連打）      | LFA 87: Logan vs. Rosales              | 2020年7月31日  |
| ○    | クリス・ハリス                   | 1R 1:08 TKO（パンチ）                  | LFA 76: Ogden vs. Browne               | 2019年9月13日  |
| ×    | ローガン・ストーリー             | 5分3R終了 判定0-3                      | Bellator 197: Chandler vs. Girtz       | 2018年4月13日  |
| ○    | ヴィニシウス・デ・ジェズス       | 5分3R終了 判定2-1                      | Bellator 185: Mousasi vs. Shlemenko    | 2017年10月20日 |
| ○    | ジャスティン・パターソン         | 5分3R終了 判定3-0                      | Bellator 175: Rampage vs. King Mo 2    | 2017年3月31日  |
| ×    | ジャッキー・ゴッシュ             | 2R 2:44 TKO（パウンド）                | Bellator 164: Koreshkov vs. Lima 2     | 2016年11月10日 |
| ○    | クリス・ヘザーリー               | 2R 4:14 KO（膝蹴り）                   | Bellator 157: Dynamite 2               | 2016年6月24日  |
| ○    | カイル・カーツ                   | 1R 4:34 TKO（左膝蹴り→パウンド）       | Shamrock FC: Fuel                      | 2015年9月11日  |
| ○    | ステイシー・ベーコン             | 5分2R終了 判定3-0                      | Shamrock FC: Throwdown                 | 2015年7月25日  |
| ○    | カレル・ロビンソン               | 3R 4:01 TKO（パウンド）                | Shamrock FC: Showdown                  | 2015年3月21日  |
| ○    | ブライアント・ウェスト           | 1R 2:28 TKO（パウンド）                | Shamrock FC: Xtreme Fight Night 2      | 2015年2月21日  |
| ○    | ウェズリー・サリバン             | 1R 3:46 TKO（パンチ）                  | Shamrock FC: Nemesis                   | 2014年9月13日  |

## 表彰
- UFCパフォーマンス・オブ・ザ・ナイト（5回）
- UFC パフォーマンス・オブ・ザ・イヤー（2020年/インパ・カサンガナイ戦）
- UFC ノックアウト・オブ・ザ・イヤー（2020年/インパ・カサンガナイ戦）